# 竇廷琬
窦廷琬（？—928年），五代十国后梁、后唐将领。
窦廷琬世代为青州牙将，梁太祖朱温把他提拔到身边。同光初年，担任复州游奕使，奸盗藏匿踪迹，历任貝州刺史。不久，请朝廷整顿庆州盐池，每年交纳绢十万匹，米十万斛，于是以窦廷琬为庆州防御使。整顿盐池，他严刑峻法，多次侵挠边地百姓。征税达不到定额，天成三年（928年）九月，唐明宗调庆州防御使窦廷琬为金州刺史。十月，窦廷琬占据庆州拒绝执行调令。窦廷琬下诏，命令静难节度使李敬通出兵讨伐窦廷琬。十二月，李敬周攻取了庆州，将窦廷琬灭族。